# محمود نظرعلیان
محمود نظرعلیان (زادهٔ ۷ مهر ۱۳۲۹) بازیگر ایرانی سینما، تئاتر و تلویزیون است. او بنیان‌گذار انجمن سینمای جوانان در زنجان، تبریز و اردبیل است. به همین دلیل در شمال غرب ایران به «پدر سینمای جوان» مشهور است.

## زندگی
محمود نظرعلیان در ۷ مهر ۱۳۲۹ در اردبیل به دنیا آمد. او بیش از چهار دهه در زنجان زندگی کرده است. او دوران تحصیل خود را تا دیپلم در اردبیل گذراند و کار بازیگری خود را همان زمان آغاز کرد. او برای ادامه تحصیل به تبریز رفت و در نمایش‌هایی از غلامحسین ساعدی، بهرام بیضایی و محمود دولت‌آبادی به عنوان بازیگر تئاتر مطرح شد.
نظرعلیان در رشته ماشین‌آلات کشاورزی تحصیل کرد. او گفت: «قرار بود معلم شوم، در آموزش و پرورش. معلم شدم اما نه در آموزش و پرورش که در انجمن سینمای جوانان.» او در سال ۱۳۵۴ به زنجان آمد و انجمن سینمای جوانان زنجان را بنیان نهاد. او پس از آن در زنجان به آموزش بازیگری و فیلم‌سازی مشغول شد. نظرعیان چند کتاب سینمایی نیز تألیف کرده است.
نظرعلیان متأهل و دارای چهار فرزند است. او دارای مدرک درجه یک هنری (دکتری) و دیپلم افتخار دانشکده هنرهای دراماتیک است.

## جوایز
| سال  | جشنواره                   | بخش                        | اثر         | نتیجه        | جایزه | منبع  |
| ---- | ------------------------- | -------------------------- | ----------- | ------------ | ----- | ----- |
| ۱۳۷۹ | نوزدهمین جشنواره فیلم فجر | بهترین بازیگر نقش مکمل مرد | زیر نور ماه | دیپلم افتخار |       | [ ۲ ] |

- دیپلم افتخار چهارمین جشنواره ملی انجمن سینمای جوانان ایران - ۱۳۵۶
- پلاک طلایی مهر و پلاک زرین پرسپولیس - ۱۳۵۶
- دیپلم افتخار دانشکده هنرهای دراماتیک - ۱۳۵۸
- دیپلم افتخار نخستین جشنواره فیلم‌های محراب به بهترین تیتراژ - ۱۳۶۰
- دیپلم افتخار جشنواره فیلم‌های محراب به بهترین سناریو - ۱۳۶۰
- دیپلم افتخار جشنواره فیلم‌های محراب به بهترین فیلم مستند - ۱۳۶۰
- دیپلم افتخار چهارمین جشنواره فیلم وحدت به بهترین پرداخت - ۱۳۶۱
- تقدیرنامه کنگره بزرگداشت استاد شهریار بخاطر فیلم زندگی استاد شهریار - ۱۳۶۳
- یادواره افتخار چهارمین جشنواره سینمای جوان در بخش عکس - ۱۳۶۵
- تقدیر نامه دانشگاه علوم پزشکی استان زنجان - آبان‌ماه ۱۳۷۱
- تقدیر فصلنامه فرهنگ زنجان - خردادماه ۱۳۷۹
- یادواره افتخار پنجمین جشنواره سینمای جوان بخش فیلم ۱۶ م. م به عنوان بهترین فیلم داستانی
- لوح سپاس اداره کل فرهنگ و ارشاد اسلامی برای بهترین بازی در فیلم سینمایی زیر نور ماه -۱۳۸۰
- لوح تقدیر انجمن سینمای جوانان ایران برای تجلیل از مقام هنری - ۱۳۸۴
- لوح سپاس گروه تولید فیلم سینمایی چند کیلو خرما برای مراسم تدفین - ۱۳۸۵
- لوح سپاس سومین جشنواره فیلم بین‌المللی رحمت - آذرماه ۱۳۸۷

## فیلم‌شناسی
- (۱۳۶۰) کندگان (بزرگمهر رفیعا)
- (۱۳۶۵) زائر خلف (یدالله نوعصری)
- (۱۳۶۷) کنار برکه‌ها (یدالله نوعصری)
- (۱۳۷۵) مسافران دره انار (یدالله نوعصری
- (۱۳۷۶) تولد یک پروانه (مجتبی راعی)
- (۱۳۷۷) جنگجوی پیروز (مجتبی راعی)
- (۱۳۷۹) زیر نور ماه (رضا میر کریمی)
- (۱۳۸۰) پرنده باز کوچک (رهبر قنبری)
- (۱۳۸۱) سفرنامه خواب (روح‌الله حجازی)
- (۱۳۸۱) رؤیای سبز – (حسین محجوب)
- (۱۳۸۳) خورشید و ماه (مجموعه تلویزیونی) (مهدی حسینی‌وند)
- (۱۳۸۳) محکومین بهشت (حجت‌الله سیفی)
- (۱۳۸۴) درنا (علی حسن‌زاده)
- (۱۳۸۴) چند کیلو خرما برای مراسم تدفین (سامان سالور)
- (۱۳۸۵) گلین (اصغر جاوید)
- (۱۳۸۶) پرده سنگی (صادق باقری)
- (۱۳۸۷) خارهای غلطان (یدالله نوعصری)
- (۱۳۸۸) افسانه‌ای در غبار (یدالله نوعصری)
- (۱۳۸۹) سیزده ۵۹ (سامان سالور)
- (۱۳۸۹) آمین خواهیم گفت (سامان سالور)
- (۱۳۹۰) سرزمین مادریم (آنایوردوم) (علی طاهرفر)
- (۱۳۹۱) همه چیز برای فروش (امیرحسین ثقفی)
- (۱۳۹۱) ترنج (مجتبی راعی)
- (۱۳۹۲) تمشک (سامان سالور)
- (۱۳۹۳) مردی که اسب شد (امیرحسین ثقفی)
- (۱۳۹۴) دراکولا (رضا عطاران)
- (۱۳۹۵) آبا جان (هاتف علیمردانی)
- (۱۳۹۵) بی‌نامی (علیرضا صمدی)
- (۱۳۹۵) رقص پا (مزدک میرعابدینی)
- (۱۳۹۶) روسی (امیرحسین ثقفی)
- (۱۳۹۷) پوست (بهرام ارک و بهمن ارک)
- (۱۳۹۸) سه کام حبس (سامان سالور)
- (۱۳۹۸) کوچه ژاپنی‌ها (امیرحسین ثقفی)
- (۱۳۹۸) گورکن (کاظم ملایی)
- (۱۴۰۱) قیف (محسن امیریوسفی)
- (۱۴۰۲) مرداب (برزو نیک‌نژاد)
- (۱۴۰۳) وحشی (شراره سروش)